# Pristimantis lynchi
Espèce
Synonymes
- Eleutherodactylus lynchi Duellman & Simmons, 1977

Statut de conservation UICN

 LC  : Préoccupation mineure
Pristimantis lynchi est une espèce d'amphibiens de la famille des Craugastoridae.

## Répartition
Cette espèce est endémique de la cordillère Orientale en Colombie. Elle se rencontre dans les départements de Boyacá et de Santander entre 2 460 et 3 340 m d'altitude sur le Páramo de Vigajual.

## Description
Les mâles mesurent de 21,0 à 27,9 mm et les femelles de 26,7 à 36,4 mm.

## Étymologie
Cette espèce est nommée en l'honneur de John Douglas Lynch.

## Publication originale
- Duellman & Simmons, 1977 : A new species of Eleutherodactylus (Anura : Leptodactylidae) from the Cordillera Oriental of Colombia. Proceedings of the Biological Society of Washington, vol. 90, no 1, p. 60-65 (texte intégral).